# Тарасово (Ярский район)
Тара́сово (удм. Тараспи) — деревня в Ярском районе Удмуртии, входит в состав Бачумовского сельского поселения.

## География
Деревня расположена на высоте 179 м над уровнем моря.

### Часовой пояс
Деревня Тарасово, как и вся Удмуртская Республика, находится в часовой зоне МСК+1. Смещение применяемого времени относительно UTC составляет +4:00.

## Население
| 2010 | 2012 |
| ---- | ---- |
| 3    | ↗4   |